# Beala, Varna
Beala (în bulgară Бяла) este un oraș în comuna Beala, regiunea Varna,  Bulgaria.

## Demografie
Componența etnică a orașului Beala
     Bulgari (95,13%)
     Nicio identificare (4,22%)
     Altele (0,63%)
La recensământul din 2011, populația orașului Beala era de 2.034 locuitori. Din punct de vedere etnic, majoritatea locuitorilor (95,13%) erau bulgari. Pentru 4,22% din locuitori nu este cunoscută apartenența etnică.